# Patou Simbi Ebunga
Patou Ebunga-Simbi (Kinshasa, 26 agosto 1983) è un calciatore della Repubblica Democratica del Congo, di ruolo difensore.

## Carriera

### Club
Ha sempre giocato nel campionato di casa.

### Nazionale
Ha esordito con la Nazionale nel 2010.